# Нью-Маркет (Вірджинія)
Нью-Маркет (англ. New Market) — місто (англ. town) в США, в окрузі Шенандоа штату Вірджинія. Населення — 2155 осіб (2020).

## Географія
Нью-Маркет розташований за координатами 38°38′26″ пн. ш. 78°40′7″ зх. д. / 38.64056° пн. ш. 78.66861° зх. д. (38.640439, -78.668607).  За даними Бюро перепису населення США в 2010 році місто мало площу 5,29 км², з яких 5,25 км² — суходіл та 0,04 км² — водойми.

## Демографія
Згідно з переписом 2010 року, у місті мешкало 2146 осіб у 907 домогосподарствах у складі 522 родин. Густота населення становила 406 осіб/км².  Було 1048 помешкань (198/км²).
Расовий склад населення:
| - 88,0 % — білих - 1,5 % — чорних або афроамериканців - 0,4 % — корінних американців - 0,4 % — азіатів - 6,7 % — осіб інших рас |

До двох чи більше рас належало 3,0 %. Частка іспаномовних становила 11,7 % від усіх жителів.
За віковим діапазоном населення розподілялося таким чином: 20,4 % — особи молодші 18 років, 55,1 % — особи у віці 18—64 років, 24,5 % — особи у віці 65 років та старші. Медіана віку мешканця становила 45,7 року. На 100 осіб жіночої статі у місті припадало 81,2 чоловіків;  на 100 жінок у віці від 18 років та старших — 79,1 чоловіків також старших 18 років.
Середній дохід на одне домашнє господарство  становив 50 937 доларів США (медіана — 36 815), а середній дохід на одну сім'ю — 57 422 долари (медіана — 48 125). За межею бідності перебувало 20,7 % осіб, у тому числі 43,9 % дітей у віці до 18 років та 12,2 % осіб у віці 65 років та старших.
Цивільне працевлаштоване населення становило 1010 осіб. Основні галузі зайнятості: виробництво — 27,5 %, освіта, охорона здоров'я та соціальна допомога — 23,8 %, будівництво — 11,0 %, роздрібна торгівля — 9,1 %.